# LUX 036
LUX 036 fue un evento de artes marciales mixtas producido por LUX Fight League, que se llevó a cabo el 6 de octubre de 2023 en el CODE Alcalde Dome de Guadalajara, Jalisco, México.

## Antecedentes
Una pelea entre Alan Domínguez y Antonio Suárez por el inaugural Campeonato de Peso Wélter de LUX fue anunciada como la estelar del evento.
El evento coestelar fue una pelea por el Campeonato de Peso Mosca Femenino de LUX entre la campeona Eli Rodríguez y Fernanda Muñoz.

## Resultados
1. ↑  Por el Campeonato de Peso Wélter de LUX
2. ↑  Por el Campeonato de Peso Mosca Femenino de LUX